# Frederick John Robinson
Frederick John Robinson, I conte di Ripon (Londra, 1º novembre 1782 – Londra, 28 gennaio 1859), è stato un politico britannico.
Noto anche col titolo di visconte Goderich, ha fatto parte del Partito Conservatore.
È stato Primo ministro del Regno Unito dal 31 agosto 1827 al 22 gennaio 1828.

## Biografia
Era il figlio secondogenito di Thomas Robinson, II barone Grantham, e di sua moglie, Lady Mary Yorke, figlia di Philip Yorke, II conte di Hardwicke. Egli venne educato alla Harrow School ed al St John's College di Cambridge.

## La carriera politica
Robinson entrò in parlamento per la circoscrizione elettorale di Carlow nel 1806 cambiando poi sede per Ripon l'anno successivo. Egli divenne Consigliere Privato del re nel 1812 e prestò servizio nel governo di Lord Liverpool come Vicepresidente del Tavolo di Commercio (1812-1818), congiuntamente all'incarico di Paymaster of the Forces (1813-1817), sponsorizzando le Corn Laws del 1815. Egli entrò nel gabinetto di governo nel 1818 come President of the Board of Trade e Tesoriere della Marina. Nel 1823 egli succedette a Nicholas Vansittart come Cancelliere dello Scacchiere. In questa posizione ottenne l'appellativo di "Prosperity Robinson" dal sarcastico giornalista William Cobbett. Cobbett gli diede anche il soprannome di "Goody Goderich" durante la crisi economica del 1825.
Nel 1827 venne elevato al rango di visconte Goderich di Nocton nel Lincolnshire, un titolo ripreso dagli antenati di sua madre. Egli prestò dunque servizio come Segretario di Stato per la Guerra e le Colonie e Leader della Camera dei Lord nel breve governo di George Canning. Alla morte di Canning, Goderich gli succedette come capo dei Tories moderati (conosciuti anche come Canningite). Goderich succedette poco dopo come Primo Ministro al suo predecessore e quando poi decise di dimettersi per la disperata situazione economica di lui si dice che sia scoppiato in lacrime e che il re dovette prestargli un proprio fazzoletto perché non ne aveva uno. Goderich venne succeduto da Arthur Wellesley, I duca di Wellington.
Nel 1830 Goderich si unì al gabinetto di governo di Lord Grey, nuovamente come segretario coloniale. Nel 1833 venne creato Conte di Ripon, nella contea di York, e divenne Lord Privy Seal sotto Grey. Ad ogni modo, l'anno successivo egli ruppe con il partito Whig sulla questione della riforma della chiesa irlandese. Egli servì successivamente nella seconda amministrazione di Sir Robert Peel come President of the Board of Trade (1841-1843) e poi come President of the Board of Control (1843-1846).
Oltre alla sua carriera politica, Lord Robinson fu presidente della Royal Geographical Society (1830-1833), e presidente della Royal Society of Literature (1834-1845).

## Matrimonio
Sposò, il 1º settembre 1814, Lady Sarah Albinia Louisa (22 febbraio 1793-9 aprile 1867), figlia di Robert Hobart, IV conte di Buckinghamshire. Ebbero due figli:
- Lady Eleanor Henrietta Robinson (?-31 ottobre 1826);
- George Robinson, I marchese di Ripon (24 ottobre 1827-9 luglio 1909).

## Morte
Egli morì a Putney Heath, Londra, il 28 gennaio 1859, all'età di 76 anni.

## Ascendenza
|                                           |                                    |                                                   | Genitori                                         |  |  | Nonni |  |  | Bisnonni                      |  |  | Trisnonni       |  |
|                                           |                                    |                                                   |                                                  |  |  |       |  |  | William Robinson, I baronetto |  |  | Thomas Robinson |  |
|                                           |                                    |                                                   |                                                  |  |  |       |  |  | William Robinson, I baronetto |  |  | Thomas Robinson |  |
|                                           |                                    | Elizabeth Tancred                                 |                                                  |  |  |       |  |  | William Robinson, I baronetto |  |  |                 |  |
| Thomas Robinson, I barone Grantham        |                                    |                                                   |                                                  |  |  |       |  |  | William Robinson, I baronetto |  |  |                 |  |
|                                           |                                    | Mary Aislabie                                     | George Aislabie                                  |  |  |       |  |  |                               |  |  |                 |  |
|                                           |                                    | Mary Aislabie                                     | George Aislabie                                  |  |  |       |  |  |                               |  |  |                 |  |
|                                           |                                    | Mary Aislabie                                     | Mary Mallory                                     |  |  |       |  |  |                               |  |  |                 |  |
| Thomas Robinson, II barone Grantham       |                                    | Mary Aislabie                                     |                                                  |  |  |       |  |  |                               |  |  |                 |  |
|                                           |                                    | Thomas Worsley                                    | Thomas Worsley                                   |  |  |       |  |  |                               |  |  |                 |  |
|                                           |                                    | Thomas Worsley                                    | Thomas Worsley                                   |  |  |       |  |  |                               |  |  |                 |  |
|                                           |                                    | Thomas Worsley                                    | Mary Arthington                                  |  |  |       |  |  |                               |  |  |                 |  |
| Frances Worsley                           |                                    | Thomas Worsley                                    |                                                  |  |  |       |  |  |                               |  |  |                 |  |
|                                           |                                    | Mary Frankland                                    | Thomas Frankland, II baronetto                   |  |  |       |  |  |                               |  |  |                 |  |
|                                           |                                    | Mary Frankland                                    | Thomas Frankland, II baronetto                   |  |  |       |  |  |                               |  |  |                 |  |
|                                           |                                    | Mary Frankland                                    | Elizabeth Russell                                |  |  |       |  |  |                               |  |  |                 |  |
| Frederick John Robinson, I conte di Ripon |                                    | Mary Frankland                                    |                                                  |  |  |       |  |  |                               |  |  |                 |  |
|                                           | Philip Yorke, I conte di Hardwicke | Philip Yorke                                      |                                                  |  |  |       |  |  |                               |  |  |                 |  |
|                                           | Philip Yorke, I conte di Hardwicke | Philip Yorke                                      |                                                  |  |  |       |  |  |                               |  |  |                 |  |
|                                           | Philip Yorke, I conte di Hardwicke | Elizabeth Gibbon                                  |                                                  |  |  |       |  |  |                               |  |  |                 |  |
| Philip Yorke, II conte di Hardwicke       | Philip Yorke, I conte di Hardwicke |                                                   |                                                  |  |  |       |  |  |                               |  |  |                 |  |
|                                           |                                    | Margaret Cocks                                    | Charles Cocks                                    |  |  |       |  |  |                               |  |  |                 |  |
|                                           |                                    | Margaret Cocks                                    | Charles Cocks                                    |  |  |       |  |  |                               |  |  |                 |  |
|                                           |                                    | Margaret Cocks                                    | Mary Somers                                      |  |  |       |  |  |                               |  |  |                 |  |
| Mary Yorke                                |                                    | Margaret Cocks                                    |                                                  |  |  |       |  |  |                               |  |  |                 |  |
|                                           |                                    | John Campbell, III conte di Breadalbane e Holland | John Campbell, II conte di Breadalbane e Holland |  |  |       |  |  |                               |  |  |                 |  |
|                                           |                                    | John Campbell, III conte di Breadalbane e Holland | John Campbell, II conte di Breadalbane e Holland |  |  |       |  |  |                               |  |  |                 |  |
|                                           |                                    | John Campbell, III conte di Breadalbane e Holland | Henrietta Villiers                               |  |  |       |  |  |                               |  |  |                 |  |
| Jemima Yorke, II marchesa Grey            |                                    | John Campbell, III conte di Breadalbane e Holland |                                                  |  |  |       |  |  |                               |  |  |                 |  |
|                                           |                                    | Amabel Grey                                       | Henry Grey, I duca di Kent                       |  |  |       |  |  |                               |  |  |                 |  |
|                                           |                                    | Amabel Grey                                       | Henry Grey, I duca di Kent                       |  |  |       |  |  |                               |  |  |                 |  |
|                                           |                                    | Amabel Grey                                       | Jemima Crew                                      |  |  |       |  |  |                               |  |  |                 |  |
|                                           |                                    | Amabel Grey                                       |                                                  |  |  |       |  |  |                               |  |  |                 |  |